# NCC
Nordic Construction Company (NCC) — великий шведський будівельний концерн з річним оборотом близько € 6 млрд.

## Історія NCC AB
Історія створення концерну NCC розпочинається у 1890 році, коли Аксель Джонсон, шведський бізнесмен, створив компанію Nordstjernan («Полярна Зірка»). Пізніше компанія стала однією з провідних транспортних компаній Скандинавії, згодом було створене будівельне підприємство, назване іменем власника — Johnson Construction Company (JCC).
На кінець 1987 року Nordstjernan придбав частину акцій будівельної компанії Armerad Betong Vägförbättringar (ABV). Навесні 1988 року Nordstjernan збільшив свій пакет акцій, а з травня 1988 року ABV став філією Nordstjernan. У червні того ж року рішенням загальних зборів акціонерів президент JCC Торстен Ерікссон очолив ABV, а 9 червня був виданий указ про злиття компаній.
Восени 1988 року реорганізація структури концерну була завершена, концерн отримав назву Nordic Construction Company (NCC). Головний офіс розташувався в Сульні (Стокгольм, Швеція).
Після злиття і перетворення Nordstjernan AB і ABV, до складу корпорації увійшла і компанія JCC, змінивши його назву на NCC Bygg AB. Хоча NCC Group юридично була оформлена 1 січня 1989 року, днем заснування шведського об'єднаного концерну вважається 15 жовтня 1988 року, коли компанії JCC, Nordstjernan AB і ABV були зібрані під єдиною емблемою.

## Галузева специфіка концерну NCC
NCC — великий галузевий конгломерат, підрозділи якого сукупно охоплюють різні галузі будівництва: виробництво матеріалів, транспорт, будівництво комерційних та індустріальних об'єктів нерухомості, будівництво житлових і громадських будівель, об'єктів цивільної та транспортної інфраструктури. Компанія здійснює проєктування і прокладку доріг, розв'язок, мостів та інших дорожніх споруд. А також займається розвитком і продажем комерційної нерухомості.

## NCC Roads
NCC Roads — підрозділ NCC Group — виробник асфальту. Компанія виробляє близько шести мільйонів тонн асфальту і близько 25 мільйонів тонн інертних матеріалів на рік. Річний оборот компанії складає більше одного мільярда євро. Продукти експортуються в країни Північного і Балтійського регіонів. Компанія виконує проєкти державного масштабу. У 2008 році на замовлення Уряду Польщі і Євросоюзу NCC Roads побудував ділянку швидкісної автомагістралі протяжністю в 10 кілометрів уздовж шосе № 7 (Highway 7) на півдні Кракова.